# Pleurothallis microcardia
Pleurothallis microcardia är en orkidéart som beskrevs av Heinrich Gustav Reichenbach. Pleurothallis microcardia ingår i släktet Pleurothallis och familjen orkidéer. Inga underarter finns listade i Catalogue of Life.